# Wilhelm Tannenberg
Ernst August Wilhelm Tannenberg (* 23. Oktober 1895 in Bremen; † 17. April 1983 in Bad Pyrmont) war ein deutscher Jurist und Diplomat.

## Leben
Tannenberg wurde 1895 als Sohn eines Kaufmannes in Bremen geboren. Nach dem Besuch des dortigen Realgymnasiums studierte er von 1913 bis 1914 und von 1918 bis 1921 Rechtswissenschaften an der Georg-August-Universität in Göttingen, wo er 1913 in die Burschenschaft Holzminda eintrat.
Der Erste Weltkrieg zwang ihn von 1914 bis 1918 zu einer Unterbrechung seines Studiums; er leistete seinen Kriegsdienst an der Westfront und kehrte als Leutnant und Regimentsadjutant im Infanterie-Regiment „Bremen“ (1. Hanseatisches) Nr. 75 aus dem Krieg zurück.
Am 19. März 1920 wurde von Göttinger Studenten eine Freiwilligentruppe gegen den Kommunistenaufstand im Ruhrgebiet gebildet, in welcher Leutnant Tannenberg Kompanieführer war. 1921 beendete er sein Studium mit dem ersten Staatsexamen, promovierte und legte 1923 das Assessor-Examen ab. Danach ging er an das Landgericht Bremen und heiratete 1925 in Bad Pyrmont. 1924 trat er in den Diplomatischen Dienst ein und ging 1925 als Attaché in die Vereinigten Staaten. Von 1925 bis 1932 war er Wirtschaftsattaché an der Deutschen Botschaft in Washington. 1931 legte er die diplomatisch-konsularische Prüfung ab und wurde im selben Jahr Legationssekretär.
1931 wurde er als Nachfolger von Karl von Lewinski deutscher Staatsvertreter ("agent") bei der German American Mixed Claims Commission. Von 1933 bis 1936 war Tannenberg stellvertretender Generalkonsul am Generalkonsulat in Chicago, von 1937 bis 1939 Vortragender Legationsrat an der Deutschen Botschaft in Washington. Dort sabotierte er als Gegner des Nationalsozialismus den Deutsch-Amerikanischen Bund, was aus Berlin zu Forderungen nach seiner Ablösung führte. Sein Rückhalt war jedoch im Auswärtigen Amt so hoch, dass es nicht zu einer Abberufung kam. Nach Kriegseintritt der USA wurde er 1941 bis 1942 in einem Hotel mit seiner Familie interniert und gelangte dann 1942 bei einem Diplomatenaustausch zurück nach Berlin und Bad Pyrmont. Von 1942 bis Kriegsende arbeitete er als Vortragender Legationsrat Erster Klasse im Auswärtigen Amt in Berlin, welches er als einer der letzten, unter anderem als Begleiter des Apostolischen Nuntius und weiterer ausländischer Diplomaten, mit Ziel Bad Gastein verließ.
Nach dem Ende des Zweiten Weltkrieges kam er von 1945 bis 1946 in kurze amerikanische Kriegsgefangenschaft in einem Lager in Stuttgart-Kornwestheim. Im Folgenden unterstützte er die Militärregierung innerhalb der Entnazifizierungs-Programme bei der Demokratisierung Deutschlands, bis er 1948 als Vortragender Legationsrat zur Wiederverwendung in den Ruhestand trat. 1949 gründete er die Europa-Union Bad Pyrmont und übte im Laufe der Zeit bis zu seinem Tod 1983 verschiedene Ehrenämter und freiberufliche Tätigkeiten aus.

## Auszeichnungen
- Eisernes Kreuz (1914) I. und II. Klasse[6]
- Bremer Hanseatenkreuz[6]